# Traute-Lafrenz-Brücke

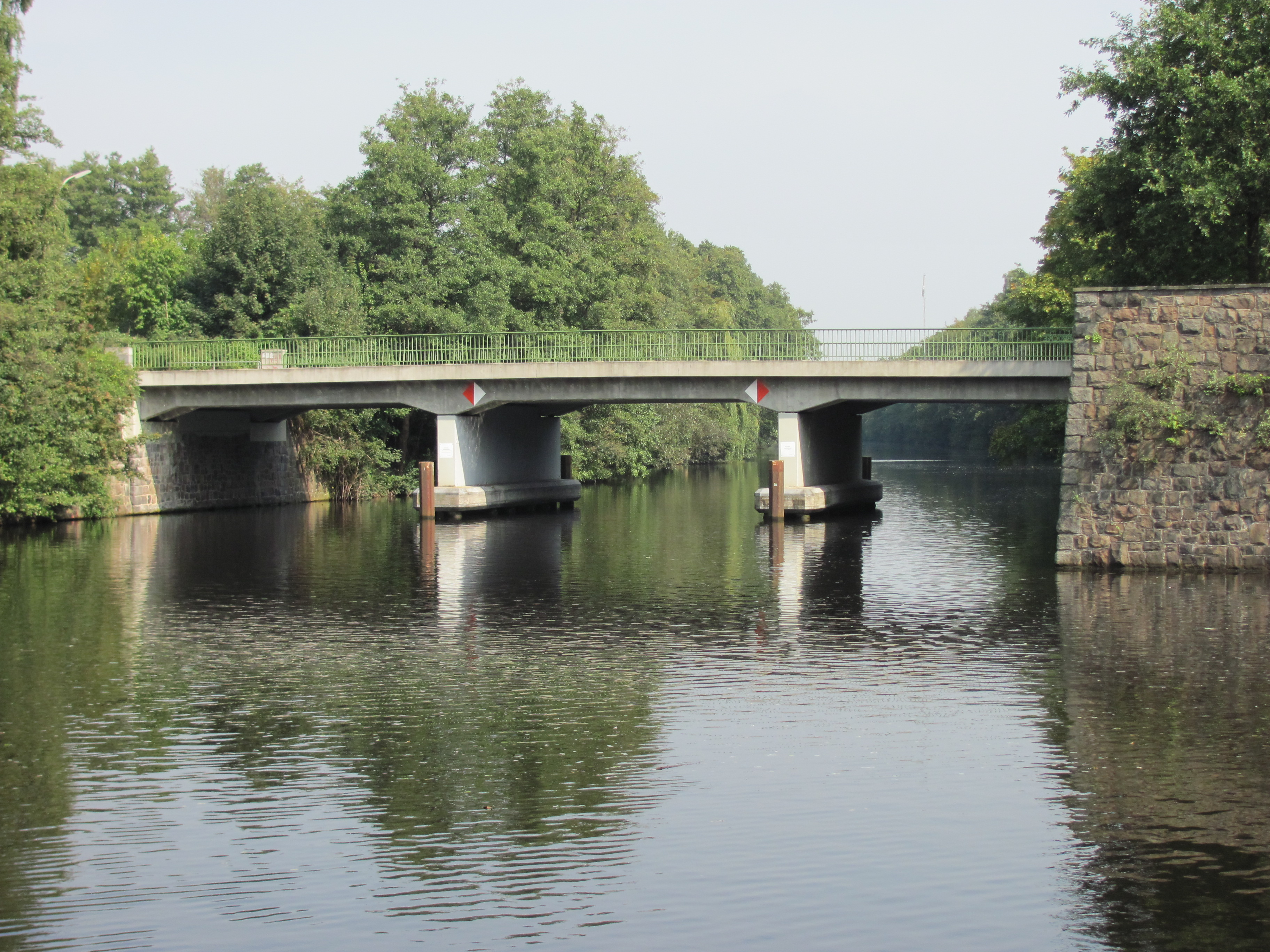
Traute-Lafrenz-Brücke

Die Traute-Lafrenz-Brücke (früher Hindenburgbrücke, im Mai 2025 umbenannt nach der Widerstandskämpferin Traute Lafrenz) ist eine Balkenbrücke, die im Hamburger Stadtteil Alsterdorf die Alster im Verlauf der Traute-Lafrenz-Straße zwischen der Brabandstraße und der Rathenaustraße überspannt.
Die Traute-Lafrenz-Brücke ist mit der Nummer 45264 als Kulturdenkmal in der Denkmalliste der Hamburger Behörde für Kultur und Medien aufgeführt.

## Beschreibung und Geschichte
Die Hindenburgbrücke wurde 1919/20 nach Plänen des Architekten Fritz Schumacher im Rahmen seiner Kanalisierung und Begradigung der Alster zwischen Eppendorf und Ohlsdorf erbaut. Die Alster bekam in diesem Rahmen viele ihrer charakteristischen Ufermauern und Treppen, die zu ihr hinunterführen. Zudem entstanden viele Brücken zu ihrer Querung, so auch diese ursprünglich nach Paul von Hindenburg benannte Brücke. 1975 wurde sie saniert, 2002 umgebaut.
Nachdem schon 2013 der südliche Teil der Hindenburgstraße in Otto-Wels-Straße umbenannt worden war, beschloss der Senat am 24. April 2025, auch den Rest umzubenennen. Als Begründung wurde Hindenburgs ablehnende Haltung gegenüber der Weimarer Republik, seine Unterstützung des Abbaus des Demokratie und grundlegender Rechte, seine Zutun beim Ausschalten der politischen Opposition sowie seine positive Einschätzung von Hitlers Politik angegeben. Der Abschnitt in Winterhude wurde in die Otto-Wels-Straße einbezogen, der nördliche Teil in Alsterdorf und Borstel samt Hindenburgbrücke wurde nach Traute Lafrenz benannt, einer Widerstandskämpferin gegen den Nationalsozialismus, die in Hamburg geboren worden und an den Aktivitäten der Hamburger und der Münchener Weißen Rose beteiligt war.